# Wang Na (sincronetta)
Na Wang (Langzhong, 27 gennaio 1984) è una sincronetta cinese.
Ha partecipato alle Olimpiadi del 2004 e alle Olimpiadi del 2008.
Ha fatto parte della squadra che ha vinto una medaglia di bronzo alle Olimpiadi del 2008,  è stata la prima medaglia olimpica della Cina in questo sport.
Ritiratasi all'età di 25 anni, Wang Na è stata immediatamente nominata tra le due allenatrici della nazionale cinese nel 2009, diventando la più giovane allenatrice nella storia della squadra. Assunta come capo allenatrice anche la sua ex compagna di squadra Zhang Xiaohuan, e insieme le due allenatrici esordienti hanno guidato la squadra cinese a tre ori ai Giochi asiatici del 2010. Ha lasciato la sua posizione di coach nel 2011.

## Vita privata
Wang Na è sposata con il giocatore di badminton Cai Yun dal 2010.

## Palmarès
- Giochi olimpici

Pechino 2008: bronzo nella gara a squadre.
- Mondiali di nuoto

2009 - Roma: argento nella gara a square (programma tecnico).
2009 - Roma: bronzo nel programma libero.
2009 - Roma: bronzo nella gara a squadre (programma libero).
- Giochi asiatici

2006 - Doha: oro nella gara a squadre.